# استفن وهلفارت
استفن وهلفارت (انگلیسی: Steffen Wohlfarth؛ زادهٔ ۱۴ سپتامبر ۱۹۸۳) بازیکن فوتبال اهل آلمان است.
از باشگاه‌هایی که در آن بازی کرده‌است می‌توان به باشگاه فوتبال اینگولشتات ۰۴، باشگاه فوتبال بایرن مونیخ ۲، باشگاه فوتبال وهن ویسبادن، و باشگاه فوتبال فرایبورگ اشاره کرد.